# Mistrzostwa Europy w Lekkoatletyce 2018 – skok w dal kobiet
Skok w dal kobiet – jedna z konkurencji technicznych rozgrywanych podczas lekkoatletycznych mistrzostw Europy na Stadionie Olimpijskim w Berlinie.
Tytułu z poprzednich mistrzostw nie obroniła, Serbka Ivana Španović.

## Terminarz
| Data        | Godzina |              |
| ----------- | ------- | ------------ |
| 9 sierpnia  | 10:30   | Kwalifikacje |
| 11 sierpnia | 20:05   | Finał        |

## Rekordy
|                                        | Zawodniczka        | Wynik | Miejsce    | Data                  |
| -------------------------------------- | ------------------ | ----- | ---------- | --------------------- |
| Rekord świata                          | Galina Czistiakowa | 7,52  | Leningrad  | 11 czerwca 1988(dts)  |
| Rekord Europy                          | Galina Czistiakowa | 7,52  | Leningrad  | 11 czerwca 1988(dts)  |
| Rekord mistrzostw Europy               | Heike Drechsler    | 7,30  | Split      | 28 sierpnia 1990(dts) |
| Najlepszy wynik na świecie w 2018 roku | Lorraine Ugen      | 7,05  | Birmingham | 1 lipca 2018(dts)     |
| Najlepszy wynik w Europie w 2018 roku  | Lorraine Ugen      | 7,05  | Birmingham | 1 lipca 2018(dts)     |

## Rezultaty
| NR – rekord kraju \| WL – najlepszy tegoroczny wynik na listach światowych \| EL - najlepszy tegoroczny wynik na listach europejskich |
| SB – najlepszy wynik w sezonie \| PB – rekord życiowy                                                                                 |

### Kwalifikacje
Awans: 6,67 (Q) lub dwanaście najlepszych rezultatów (q). Źródło: .
| Poz. | Grupa | Zawodniczka                 | Reprezentacja   | Próby | Próby | Próby | Wynik | Uwagi     |
| Poz. | Grupa | Zawodniczka                 | Reprezentacja   | 1     | 2     | 3     | Wynik | Uwagi     |
| ---- | ----- | --------------------------- | --------------- | ----- | ----- | ----- | ----- | --------- |
| 1.   | A     | Ivana Španović              | Serbia          | x     | 6,56  | 6,84  | 6,84  | Q         |
| 2.   | A     | Shara Proctor               | Wielka Brytania | 6,22  | 6,49  | 6,75  | 6,75  | Q         |
| 3.   | B     | Malaika Mihambo             | Niemcy          | 6,71  |       |       | 6,71  | Q         |
| 4.   | B     | Lorraine Ugen               | Wielka Brytania | x     | 6,70  |       | 6,70  | Q         |
| 5.   | A     | Khaddi Sagnia               | Szwecja         | x     | 6,69  |       | 6,69  | Q,        |
| 6.   | B     | Nastassia Mironczyk-Iwanowa | Białoruś        | 6,60  | 6,68  |       | 6,68  | Q         |
| 7.   | B     | Juliet Itoya                | Hiszpania       | 6,65  | x     | 6,45  | 6,65  | q         |
| 8.   | B     | Maryna Bech                 | Ukraina         | 6,64  | x     | 6,63  | 6,64  | q, =      |
| 9.   | B     | Jazmin Sawyers              | Wielka Brytania | x     | 6,49  | 6,64  | 6,64  | q         |
| 10.  | A     | Ksenija Balta               | Estonia         | 6,54  | 6,63  |       | 6,63  | q, =      |
| 11.  | A     | Nektaria Panaji             | Cypr            | 6,30  | x     | 6,62  | 6,62  | q         |
| 12.  | B     | Evelise Veiga               | Portugalia      | 6,61  | x     | x     | 6,61  | q, =NU23R |
| 13.  | B     | Laura Strati                | Włochy          | x     | 6,60  | 6,29  | 6,60  |           |
| 14.  | B     | Angela Moroșanu             | Rumunia         | 6,13  | 6,55  | x     | 6,55  | SB        |
| 15.  | A     | Alina Rotaru                | Rumunia         | x     | x     | 6,55  | 6,55  |           |
| 15.  | A     | Alexandra Wester            | Niemcy          | x     | 6,55  | x     | 6,55  |           |
| 17.  | B     | Sosthene Taroum Moguenara   | Niemcy          | x     | 6,54  | x     | 6,54  |           |
| 18.  | A     | Lauma Grīva                 | Łotwa           | 6,47  | 6,46  | x     | 6,47  |           |
| 19.  | A     | Kristina Hryszutina         | Ukraina         | x     | 6,31  | x     | 6,31  |           |
| 19.  | A     | Milena Mitkowa              | Bułgaria        | 6,25  | x     | 6,29  | 6,29  |           |
| 21.  | B     | Milica Gardašević           | Serbia          | 6,26  | 6,00  | x     | 6,26  |           |
| 22.  | A     | Fátima Diame                | Hiszpania       | 6,24  | 6,20  | x     | 6,24  |           |
| 23.  | A     | Chaido Aleksuli             | Grecja          | x     | 6,11  | 6,21  | 6,21  |           |
| 24.  | B     | Karin Melis Mey             | Turcja          | 5,98  | x     | 6,18  | 6,18  |           |
| 25.  | B     | Florentina Iusco            | Rumunia         | x     | x     | 6,17  | 6,17  |           |
| 26 ! | A     | Neja Filipič                | Słowenia        | x     | x     | x     | NM    |           |
| 26 ! | A     | Éloyse Lesueur-Aymonin      | Francja         | x     | x     | –     | NM    |           |

### Finał
Źródło: .
| Poz. | Zawodniczka                 | Reprezentacja   | Próby | Próby | Próby | Próby | Próby | Próby | Wynik | Uwagi |
| Poz. | Zawodniczka                 | Reprezentacja   | 1     | 2     | 3     | 4     | 5     | 6     | Wynik | Uwagi |
| ---- | --------------------------- | --------------- | ----- | ----- | ----- | ----- | ----- | ----- | ----- | ----- |
| 01 ! | Malaika Mihambo             | Niemcy          | 6,36  | 6,36  | 6,75  | 6,54  | x     | 6,73  | 6,75  |       |
| 02 ! | Maryna Bech                 | Ukraina         | 6,60  | 6,45  | 6,52  | x     | 6,67  | 6,73  | 6,73  | SB    |
| 03 ! | Shara Proctor               | Wielka Brytania | 6,58  | 6,44  | 6,51  | 6,69  | x     | 6,70  | 6,70  |       |
| 4.   | Jazmin Sawyers              | Wielka Brytania | 6,40  | 5,10  | 6,53  | x     | 6,66  | 6,67  | 6,67  |       |
| 5.   | Nastassia Mironczyk-Iwanowa | Białoruś        | 6,42  | 6,47  | 6,58  | 6,53  | x     | x     | 6,58  |       |
| 6.   | Ksenija Balta               | Estonia         | 6,49  | x     | 6,38  | x     | 6,30  | x     | 6,49  |       |
| 7.   | Khaddi Sagnia               | Szwecja         | 6,43  | 6,47  | x     | x     | x     | x     | 6,47  |       |
| 8.   | Evelise Veiga               | Portugalia      | 6,47  | 6,39  | x     | 6,14  | 6,30  | x     | 6,47  |       |
| 9.   | Lorraine Ugen               | Wielka Brytania | x     | 6,45  | x     | NQ    | NQ    | NQ    | 6,45  |       |
| 10.  | Juliet Itoya                | Hiszpania       | 6,38  | x     | 6,34  | NQ    | NQ    | NQ    | 6,38  |       |
| 11.  | Nektaria Panaji             | Cypr            | 6,10  | 6,10  | 6,29  | NQ    | NQ    | NQ    | 6,29  |       |
| 12 ! | Ivana Španović              | Serbia          |       |       |       | NQ    | NQ    | NQ    | DNS   |       |